# بيتر كوبر هيويت
بيتر كوبر هيويت (بالإنجليزية: Peter Cooper Hewitt)‏ هو مخترع ‏ ومهندس ومخترِع أمريكي، ولد في 5 مايو 1861 في نيويورك في الولايات المتحدة، وتوفي في 25 أغسطس 1921 في باريس في فرنسا.

## وصلات خارجية
- بيتر كوبر هيويت على موقع الموسوعة البريطانية (الإنجليزية)
- بيتر كوبر هيويت على موقع ميوزك برينز (الإنجليزية)
- بيتر كوبر هيويت على موقع ديسكوغز (الإنجليزية)